# Eurovision Andorra 2009
Eurovision Andorra 2009 var den 6. nationale udvælgelse til Eurovision Song Contest i Andorra. Finalen blev afholdt 4. februar 2009 i Apolo Andorra Hall i Andorra la Vella. 3 sange, fundet i en åben konkurrence, deltog. Vinderen blev fundet ved dels telefonafstemning og dels juryafstemning. Vindere blev Susanne Georgi med sangen La teva desició. Vindersangen deltager i den første semifinalerne ved Eurovision Song Contest 2009.

## Deltagere
| Nr. | Sanger         | Sang               | Telefonafstemning | Jury |
| --- | -------------- | ------------------ | ----------------- | ---- |
| 1   | Susanne Georgi | "La teva desició"  | 66%               | 1.   |
| 2   | Mar Capdevila  | "Passió obsessiva" | 13%               | 3.   |
| 3   | Lluís Cartes   | "Exhaust"          | 21%               | 2.   |